# زانيكلية متلوية
زانيكلية متلوية (الاسم العلمي:Zannichellia contorta) هي نوع من النباتات تتبع جنس الزانيكلية من الفصيلة المزمارية.